# Ali Jasim
Ali Jasim, född 17 juli 1987 i Bagdad, är en svensk fotbollsspelare (försvarare) som spelar för Malmö City FC.

## Karriär
Jasims moderklubb är Valby-Västra Klagstorp BK. Han spelade som ung även för Kirsebergs IF och IFK Malmö. Mellan 2008 och 2010 spelade han för IF Limhamn Bunkeflo. 
Mitt under säsongen 2010 valde han att lämna LB07 för Kristianstads FF. Han stannade bara i klubben i ett halvår, innan han i början av 2011 blev värvad av division 1-klubben Umeå FC. Under slutet av 2011 förlängde Jasim sitt kontrakt med klubben på ytterligare ett år. Klubben spelade under 2012 i Superettan, där Jasim spelade 28 matcher från start. I november 2012 blev det klart att Jasim skulle lämna Umeå FC.
Den 4 januari 2013 blev han klar för Trelleborgs FF. I juni 2016 värvades Jasim av FC Rosengård. Inför säsongen 2020 gick han till division 3-klubben Malmö City FC.